# 訃報 1994年5月
訃報 1994年5月（ふほう 1994ねん5がつ）では、1994年（平成6年）5月中に物故した、又は物故が報じられた人物についてまとめる。

## （1日 - 15日）

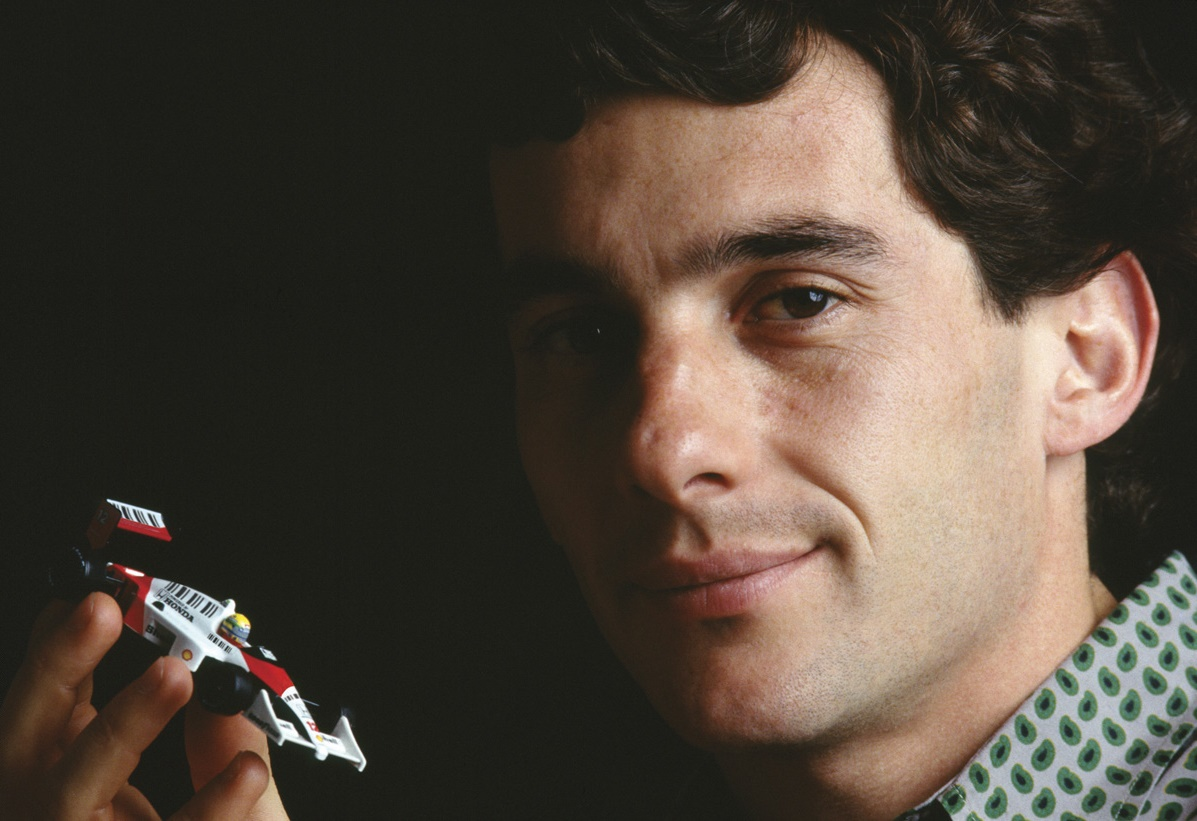
アイルトン・セナ / 5月1日没

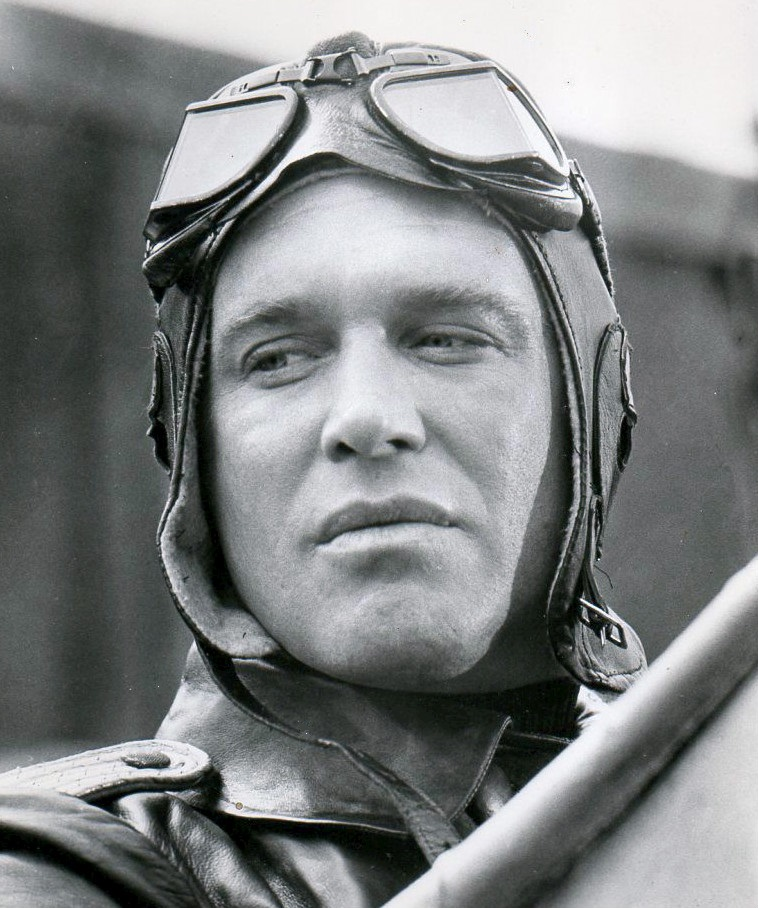
ジョージ・ペパード / 5月8日没

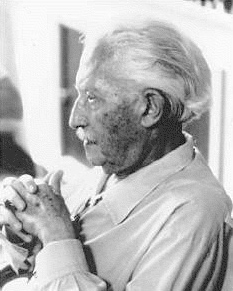
エリク・H・エリクソン / 5月12日没

- 5月1日 - アル・ティーター、録音技師（* 1913年)
- 5月1日 - アイルトン・セナ、F1ドライバー (* 1960年)
- 5月6日 - 山下勇、実業家・東日本旅客鉄道初代会長（* 1911年）
- 5月7日 - 安宅英一、実業家（* 1901年）
- 5月7日 - 田中青坪、日本画家 (* 1903年)
- 5月8日 - ジョージ・ペパード、俳優 (* 1928年)
- 5月9日 - 八幡野平八郎、元力士（*1917年）
- 5月12日 - エリク・H・エリクソン、発達心理学者(* 1902年)
- 5月12日 - ロイ・プランケット、化学者 (* 1910年)

## （16日 - 31日）

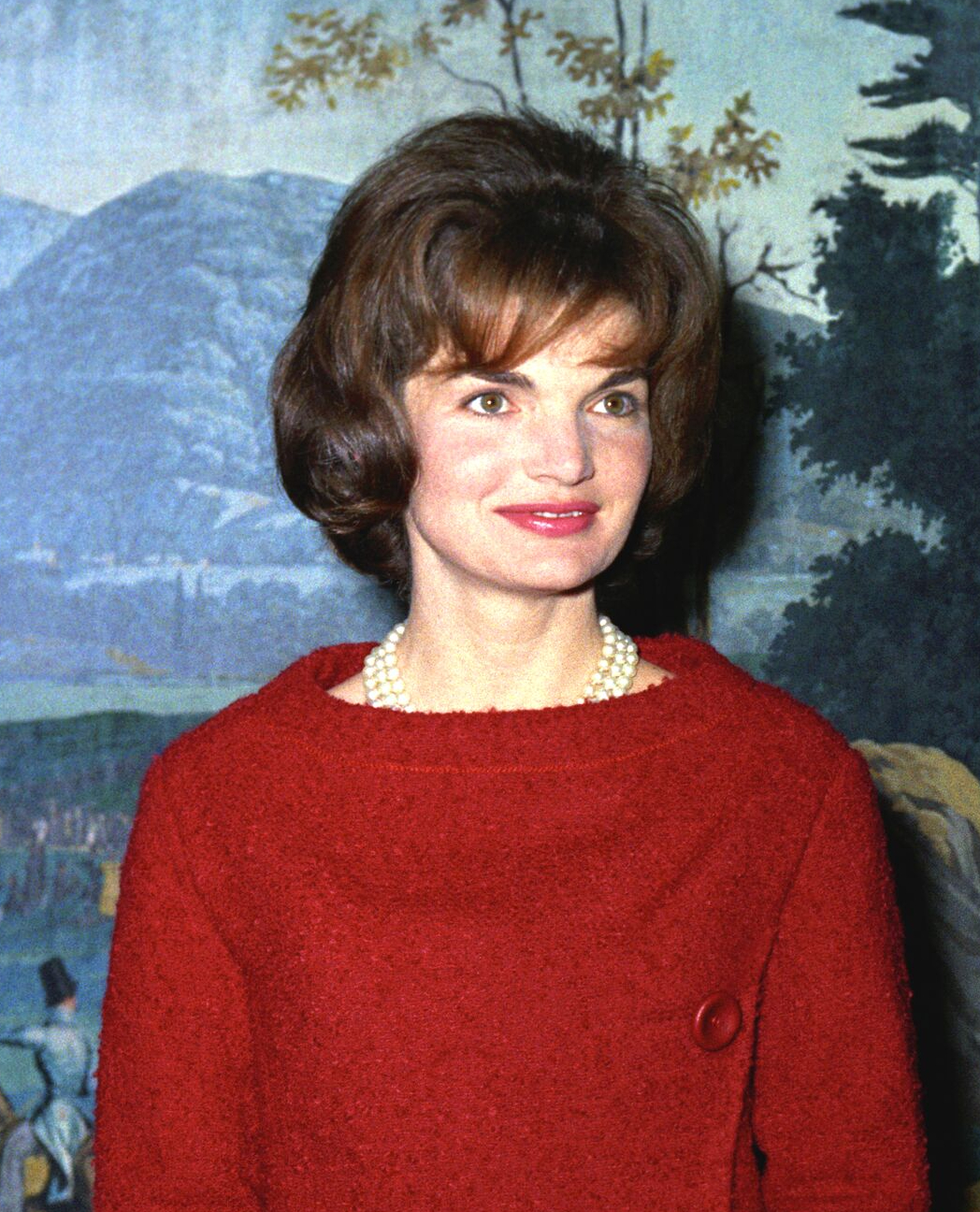
ジャクリーン・ケネディ・オナシス / 5月19日没

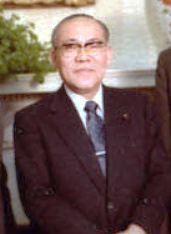
伊東正義 / 5月20日没

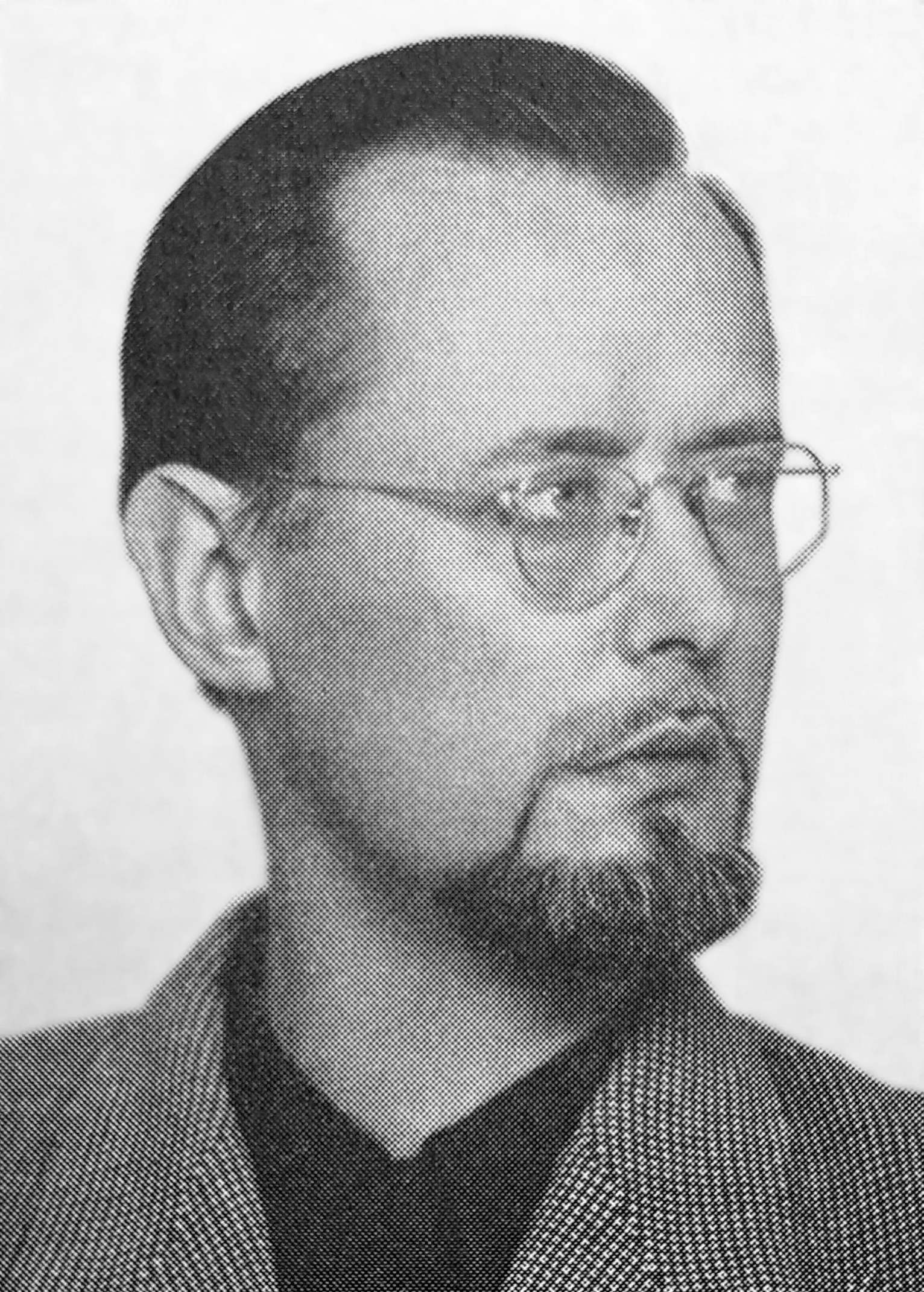
マックス・ワルター・スワンベルク / 5月28日没

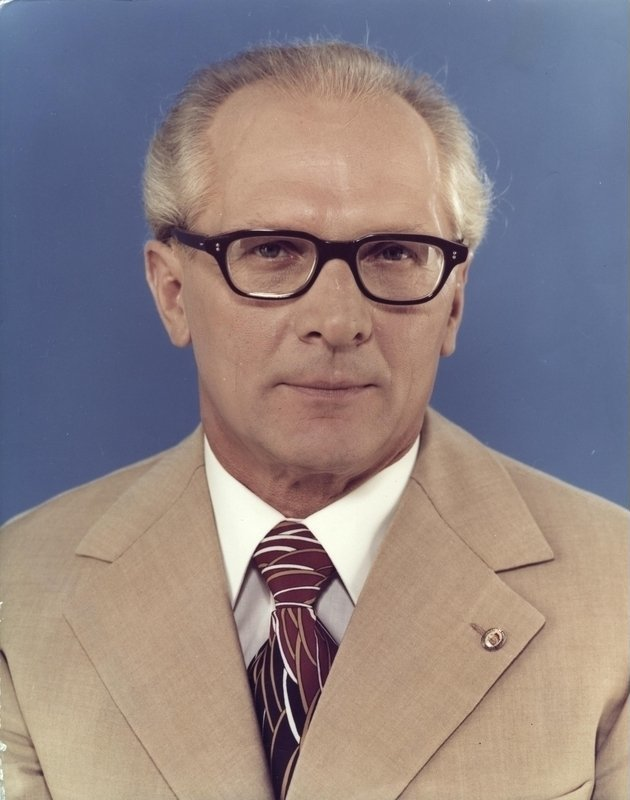
エーリッヒ・ホーネッカー / 5月29日没

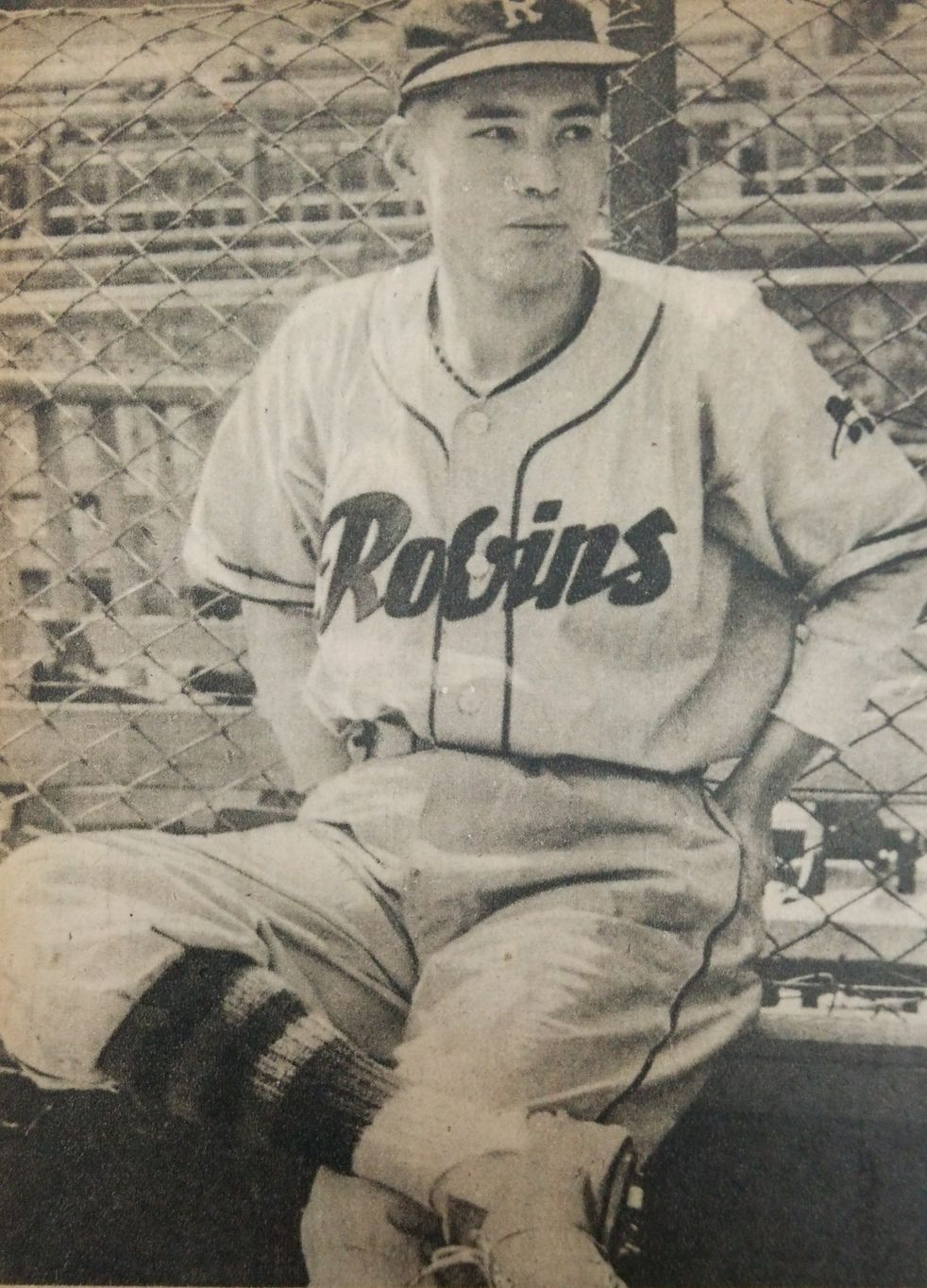
真田重蔵 / 5月30日没

- 5月16日 - 山田隆之、脚本家（* 1923年）
- 5月17日 - 村松剛、評論家・フランス文学者 （* 1929年）
- 5月19日 - ジャクリーン・ケネディ・オナシス、ジョン・F・ケネディ夫人（* 1929年）
- 5月20日 - 伊東正義、政治家・元外務大臣・内閣官房長官（* 1913年）
- 5月22日 - 小峰元、小説家 (* 1921年)
- 5月22日 - 廣松渉、哲学者（* 1933年）
- 5月28日 - マックス・ワルター・スワンベルク、画家（* 1912年）
- 5月29日 - エーリッヒ・ホーネッカー、ドイツ民主共和国の政治家 (* 1912年)
- 5月30日 - 真田重蔵、元プロ野球選手 (* 1923年)